# La Providencia, Aguascalientes
La Providencia är en ort i Mexiko.   Den ligger i kommunen San Francisco de los Romo och delstaten Aguascalientes, i den centrala delen av landet, 400 km nordväst om huvudstaden Mexico City. La Providencia ligger 1 886 meter över havet och antalet invånare är 281.
Terrängen runt La Providencia är huvudsakligen platt, men västerut är den kuperad. Runt La Providencia är det ganska tätbefolkat, med 185 invånare per kvadratkilometer. Närmaste större samhälle är Aguascalientes, 19,7 km söder om La Providencia. Trakten runt La Providencia består till största delen av jordbruksmark.